# Референдум о создании заморской территории Уоллис и Футуна
Референдум о преобразовании в заморскую территорию был проведен в Уоллис и Футуна 27 декабря 1959 года. Предложение одобрили 94,37% проголосовавших. Каждый избиратель на Уоллис проголосовал за, в то время как три голосов против предложения были поданы на острове Хорн. Были эмигранты, которые голосовали в Новой Каледонии и на Новых Гебридах).
Острова были и остаются частью Франции. В то время они были французским протекторатом. Спустя полтора года после референдума, 29 июля 1961 года острова официально стали заморской территорией.
С тех пор они снова изменили статус, став заморским сообществом в 2003 году.

## Результаты
Вы хотите, чтобы острова Уоллис и Футуна стали неотъемлемой частью Французской Республики в качестве заморской территории?
Оригинальный текст (фр.)Désirez-vous que les îles Wallis et Futuna fassent partie intégrante de la République française sous la forme d'un territoire d'outre-mer ?
| Выбор                        | Голоса | %     |
| ---------------------------- | ------ | ----- |
| За                           | 4 307  | 94.37 |
| Против                       | 257    | 5.63  |
| Испорченные/пустые бюллетени | 12     | –     |
| Всего                        | 4 576  | 100   |
| Зарегистрировано избирателей | 4 695  | 97.47 |
| Источник: Direct Democracy   |        |       |